# Anschlag auf die türkische Botschaft in Lissabon
Der Anschlag auf die türkische Botschaft in Lissabon war ein Terroranschlag der armenischen Untergrundorganisation Asala auf die diplomatische Vertretung der Türkei in der portugiesischen Hauptstadt Lissabon, bei dem am 27. Juli 1983 sieben Menschen getötet wurden.

## Hergang
Am Vormittag des 27. Juli 1983 fuhr gegen 10:25 Uhr ein fünfköpfiges Kommando der Armenischen Geheimarmee zur Befreiung Armeniens in zwei mit Sprengstoff beladenen Autos vor der türkischen Botschaft im Lissaboner Stadtteil Restelo vor und stürmte das Gebäude. Sie drohten mit der Sprengung der Botschaft. Hintergrund des Anschlags war die Weigerung der türkischen Regierung, den Völkermord an den Armeniern während des Ersten Weltkriegs anzuerkennen.
Der portugiesische Ministerpräsident Mário Soares berief das Krisenkabinett ein. Gegen 13:00 Uhr verschärfte sich die Lage, als mehrere Explosionen das Gebäude erschütterten. Soares ordnete die Erstürmung durch die portugiesische Spezialeinheit Grupo de Operações Especiais (GOE) an, die hier zu ihrem ersten Einsatz kam. Im Inneren fand sie die Leichen der fünf Attentäter, die von Cahide Mıhçıoğlu, der Ehefrau des türkischen Geschäftsträgers, sowie die eines portugiesischen Polizisten, der versucht hatte, in das Gebäude einzudringen. Der Geschäftsträger Yurtsev Mıhçıoğlu und sein 17-jähriger Sohn wurden verletzt.